# Rapala utimutis
Rapala utimutis är en fjärilsart som beskrevs av William Lucas Distant 1885. Rapala utimutis ingår i släktet Rapala och familjen juvelvingar. Inga underarter finns listade.